# Bozsok
Bozsok (em alemão: Poschendorf; croata: Božok) é um município da Hungria, situado no condado de Vas. Tem 20,91 km² de área e sua população em 2015 foi estimada em 341 habitantes.